# Euphorbia lateriflora
Euphorbia lateriflora Schumach. & Thonn. es una especie fanerógama perteneciente a la familia de las euforbiáceas. Es endémica de Ghana, Togo, Benín y Nigeria.

## Descripción
Es un arbusto perenne con tallos  glaucos ± erectos,  redondeados, simples o ramificados, de 0,8-1,5 m de alto; y 3-5 mm de diámetro, derivado de un rizoma leñoso, ramas delgadas.

## Ecología
Se encuentra en los lugares secos, sabanas con el cultivo, a 150 metros. También se cultiva.

## Taxonomía
Euphorbia lateriflora fue descrita por Schumach. y Thonn. y publicado en Beskrivelse af Guineeiske planter 252. 1827.
Etimología
Euphorbia: nombre genérico que deriva del médico griego del rey Juba II de Mauritania (52 a 50 a. C. - 23), Euphorbus, en su honor (o en alusión a su gran vientre)  ya que usaba médicamente Euphorbia resinifera. En 1753, Carlos Linneo asignó el nombre a todo el género.
lateriflora: epíteto latino que significa "con flor lateral".
Sinonimia
- Tirucalia lateriflora (Schumach.) P.V.Heath (1996).
- Euphorbia togoensis Pax (1909).[6][7]